# Als (mitologia)
Nella mitologia greca,  Als era il nome di una delle compagne di Circe.

## Il mito
Als (il mare), ritenuta di origine etrusca, era molto simile alla sua amica maga.
Nell'Odissea si narra che Odisseo, meglio conosciuto con il nome di  Ulisse, incontrò nel regno dei morti il veggente Tiresia che gli profetizzò che la morte gli sarebbe giunta dal mare e sarebbe stata serena e in vecchiaia.
La leggenda di Als nacque in una versione minore del mito, secondo la quale Ulisse, ritornato nell'isola di Circe, sarebbe stato accolto da tale maga che l'avrebbe trasformato in un cavallo tenendolo con sé fino alla morte in tarda vecchiaia.

### Fonti
- Omero, Odissea XI, 134

### Moderna
- Anna Ferrari, Dizionario di mitologia, Litopres, UTET, 2006, ISBN 88-02-07481-X.